# Les Saisons de Giacomo
Les Saisons de Giacomo (Le stagioni di Giacomo en italien) est un roman de l'écrivain italien Mario Rigoni Stern, publié en 1995.

## Synopsis
Dans Les Saisons de Giacomo, le narrateur et auteur se remémore l'enfance et l'adolescence de son ami Giacomo, dans leur village du plateau d'Asiago, dans le nord de l'Italie, près de la frontière autrichienne : les balades avec les copains dans la montagne environnante, la sécheresse qui sévit en 1928, la vie très modeste, la grande fraternité des habitants du village, les absences du père de Giacomo parti travailler à l'étranger. La jeunesse de Giacomo est également marquée par les journées passées à récupérer munitions et équipements de la Première Guerre mondiale dans la nature alentour et parmi les cadavres, dont les métaux sont revendus quelques lires — un gagne-pain auquel son père l'a initié et qui est omniprésent sur le plateau. En toile de fond, il vit la montée du fascisme, qui se manifeste sur le plateau par l'émergence des organisations de jeunesse telle l'Opera Nazionale Balilla.

## Analyse et réception critique
Les Saisons de Giacomo évoque la jeunesse de l'auteur, Mario Rigoni Stern, sur le plateau d'Asiago, sa terre natale. Il s'agit, résume Bernard Quiriny, d'une « chronique pudique d’une région ruinée qui ne sort de la Grande guerre que pour mieux se vautrer dans le fascisme mussolinien ».
À l'image des autres ouvrages de l'écrivain, le roman est marqué par la « simplicité du récit et de l'écriture » (Philippe Dagen), son écriture « juste » (Frédéric Vitoux), sobre et dénuée de pathos,,,. 
L'ouvrage aborde plusieurs grands thèmes. D'abord, celui de la Première Guerre mondiale, de l'horreur de sa violence, rendue omniprésente dans l'ouvrage par les ossements des soldats autrichiens et italiens qui parsèment « cette terre si paisible » que Giacomo, son père et les hommes fouillent à la recherche d'obus et munitions ; « c'est justement cette façon de mêler la beauté et l'horreur, tout en retenue et en douceur, qui fait le talent de Mario Rigoni Stern », écrit Isabelle Fiemeyer dans L'Express.
Autre thème prégnant, la misère (« évoquée sans véhémence, sans brutalité », souligne Isabelle Fiemeyer), celle à laquelle la famille de Giacomo et les autres habitants du plateau d'Asiago échappent à grand-peine : après la Grande Guerre, c'est désormais « la guerre des pauvres contre les nantis, des humbles contre les puissants, des humiliés contre les fascistes », analyse Philippe Dagen.
La montée du fascisme et de la dictature — autre thème — s'invitent en effet jusque dans ce village des Alpes, imposant leurs « soubresauts grotesques, auxquels les montagnards opposent leur bon sens et leur amour instinctif de la nature », ainsi que l'énonce Marco Sabbatini du Temps ; Philippe Dagen souligne quant à lui que l'auteur, « par épisodes et anecdotes faussement anodines rapportés sur un ton neutre et impassible », met en lumière l'immixtion de l'arbitraire fasciste dans le quotidien du village.
Enfin, sans se départir de la sobriété qui caractérise son style, Mario Rigoni Stern célèbre dans Les Saisons de Giacomo la nature du plateau d'Asiago, une terre de fraternité et d'entraide,,.

## Éditions

### Originale
- (it) Mario Rigoni Stern, Le stagioni di Giacomo, Einaudi, 1995, 160 p., 23 cm (ISBN 9788806138868)

### Francophones
- Mario Rigoni Stern (trad. Sabina Zanon Dal Bo et Claude Ambroise), Les Saisons de Giacomo, Éditions Robert Laffont, coll. « Pavillons », 1999, 221 p., 22 cm (ISBN 2-221-08505-1)
- Mario Rigoni Stern (trad. Sabina Zanon Dal Bo et Claude Ambroise), Les Saisons de Giacomo, 10/18, coll. « 10/18. Domaine étranger », 2001, 221 p., 18 cm (ISBN 2-264-03196-4)
- Mario Rigoni Stern (trad. Sabina Zanon Dal Bo et Claude Ambroise), Les Saisons de Giacomo, Éditions Robert Laffont, coll. « Pavillons poche », 2011, 231 p., 19 cm (ISBN 978-2-221-12398-0)
- Mario Rigoni Stern (trad. Laura Brignon), Les Saisons de Giacomo, Gallmeister, coll. « Totem no 325 », 2025, 208 p. (ISBN 978-2-351-78830-1)